# Ostatni dzień Christosa Milionisa
Ostatni dzień Christosa Milionisa – ludowa pieśń grecka z tzw. cyklu kleftyckiego. Pieśń ta znalazła się w opracowanym przez Claude Fauriela zbiorze Chants populaires de la Grèce moderne, którego pierwszy tom ukazał się drukiem w Paryżu w 1824 r. Zbiór ten został przygotowany na fali sympatii społeczeństwa francuskiego wobec Greków walczących o wolność i zawierał pieśni greckie, zebrane między Grekami żyjącymi w diasporze wraz z ich francuskim przekładem prozą. Choć pieśń została wydrukowana w 1824 r., najprawdopodobniej jest starsza, być może pochodzi z połowy XVIII w..
Bohaterem pieśni jest kleft (dosł. rozbójnik, złodziej) Christos Milionis, żyjący najprawdopodobniej w połowie XVIII w.. Nazwisko Milionis pochodzi od strzelby o długiej lufie, ładowanej od przodu. Pieśń opowiada o tym, iż na polecenie lokalnego możnowładcy tureckiego niejaki Sulejman wyrusza aby zabić Christosa. Spotyka go, pije z nim wino a rankiem ogłasza, że władca żąda jego głowy. Strzela do Christosa, lecz i ten zabija Sulejmana wołając, że za życia nie podda się Turkowi. 
Na język polski pieśń tę przełożył Zygmunt Kubiak i opublikował w wydanym w 1970 r. zbiorze Antologia poezji nowogreckiej. W 2004 r. pieśń ta (pod tytułem Na śmierć Christosa Milionisa) ukazała się w nowym przekładzie Małgorzaty Borowskiej i została zamieszczona w tomie Gminna pieśń Greków (seria Arcydzieła literatury nowogreckiej, tom 2, s. 74-75).